# Саут Вали Стрим (Њујорк)
Саут Вали Стрим (енгл. South Valley Stream) насељено је место без административног статуса у америчкој савезној држави Њујорк.

## Демографија
По попису из 2010. године број становника је 5.962, што је 324 (5,7%) становника више него 2000. године.
| Група             | 2000.         | 2010.         |
| Белци             | 4.006 (71,1%) | 2.778 (46,6%) |
| Афроамериканци    | 451 (8,0%)    | 1.380 (23,1%) |
| Азијати           | 764 (13,6%)   | 1.079 (18,1%) |
| Хиспаноамериканци | 286 (5,1%)    | 584 (9,8%)    |
| Укупно            | 5.638         | 5.962         |